# Ezio Franceschini
Ezio Franceschini (Villa di Strigno, 25 luglio 1906 – Padova, 21 marzo 1983) è stato un latinista italiano, specialista di letteratura latina medievale, oltre che rettore dell'Università Cattolica del Sacro Cuore.

## Biografia
Nacque nella frazione di Villa di Strigno, ora accorpata nel comune di Castel Ivano, secondogenito di quattro fratelli. Si laureò in lettere presso l'Università di Padova il 12 novembre 1928 discutendo, con Concetto Marchesi, una tesi sul "Liber philosophorum moralium antiquorum". Dopo la laurea divenne incaricato e poi professore di Letteratura latina medievale all'Università Cattolica del Sacro Cuore di Milano. Tra il 1929-1930 prestò il servizio militare come alpino e raggiunse il grado di capitano. Dopo il ritiro tornò a Padova, dove morì il 21 marzo 1983.

### La carriera universitaria
Dal 1931 al 1934 fu assistente universitario volontario presso la cattedra di Letteratura latina di Padova, il cui titolare era il suo maestro Concetto Marchesi. In questo stesso anno ottenne la libera docenza in Letteratura Latina Medievale e ne fu nominato professore incaricato, prima a Padova e poi a Milano; mantenne l’incarico fino al 1951. Nel 1938 vinse il primo concorso in Italia per una cattedra di Letteratura Latina Medievale, e a partire dall'anno successivo fu titolare di quell'insegnamento (che già deteneva per incarico dal 1936) all’Università Cattolica del Sacro Cuore di Milano.
Fu Preside, dal 1953 al 1965, della Facoltà di Lettere dell'Università Cattolica. Già nel 1932 era entrato a far parte dell'istituto dei Missionari della Regalità di Cristo, fondato da Padre Agostino Gemelli, rettore dell'università, nel 1928; fu egli stesso a rifondare l'Istituto in qualità di Presidente, nel 1942.
Alla morte di Francesco Vito, fu eletto terzo rettore (1965-1968) e dovette fronteggiare il sorgere della contestazione studentesca del Sessantotto. Le strutture più tradizionalistiche giudicarono inadeguata la sua azione ispirata alla ricerca di un dialogo con gli studenti. Approfittando del suo stato di salute precario, lo sostituirono nel rettorato con Giuseppe Lazzati, che seguì una linea di più decisa rottura con le istanze di rinnovamento.
Franceschini fu socio corrispondente, dal 1947, e socio nazionale, dal 1959, dell'Accademia dei Lincei.

### L'antifascismo
Nel 1943, dopo l'armistizio, insieme ad altri professori di diverso orientamento ideologico e politico, Franceschini appoggiò la Resistenza. Tra questi, in particolare, vi era Concetto Marchesi, grande latinista e rettore dell'Università di Padova, esponente di spicco del Partito Comunista Italiano: abbandonato da molti compagni di partito che gli contestavano di non aver dato le dimissioni da rettore dopo l'8 settembre, Concetto Marchesi fu aiutato da Ezio Franceschini ad emigrare in Svizzera, nel mese di febbraio 1944. Fondò a Padova il gruppo FRAMA (dalle iniziali di Franceschini e Marchesi), che si prodigò soprattutto a favore dei militari internazionali prigionieri di guerra. A Milano, in un'università il cui rettore, padre Agostino Gemelli, era sospettato di rapporti stretti con il fascismo, Ezio Franceschini, proprio nel laboratorio di psicologia di Gemelli, osò ospitare le riunioni del comando Corpo volontari della libertà. Per tali indubbi meriti partigiani fu membro della commissione di epurazione che presentò al comando americano la relazione che scagionò Agostino Gemelli.

## Riconoscimenti
- L'Università Cattolica, in memoria di Franceschini, uno dei suoi più celebrati docenti, ha voluto porre nei Chiostri di Sant'Ambrogio un'epigrafe nel centenario della nascita.[3]
- In onore di Ezio Franceschini è stata istituita una fondazione, per gli studi di letteratura latina medievale, inizialmente presso la certosa del Galluzzo e poi in via Montebello 7 a Firenze che conserva l'enorme patrimonio librario di Ezio Franceschini e che collabora strettamente con l'Università di Firenze e con la Società internazionale per lo studio del Medioevo latino.